# Gunnar Heerup
Gunnar Heerup (5. april 1903 på Frederiksberg – 27. november 1989) var en dansk musikpædagog og musikforsker, der som fagkonsulent medvirkede til et væsentligt kvalitetsløft for musikundervisningen i gymnasieskolerne efter 2. verdenskrig. Han var i 1929-48 lærer ved Københavns Kommunes Sangskole, fra 1941 tillige ved Danmarks Lærerhøjskole, 1969-73 professor samme sted. Redaktør af Dansk Musiktidsskrift (DMT) 1929-41. 